# David Stone
David Stone (Toronto, 1952) è un tastierista canadese.
È probabilmente più famoso per essere stato il tastierista dei Rainbow.

## Discografia

### Rainbow
- 1977 – Long Live Rock 'N' Roll
- 1986 – Finyl Vinyl
- 2006 – Live in Munich '76

### Insteps
- 1979 - Eleven Steps to Power

### Collaborazioni
- 1975 - Symphonic Slam - Symphonic Slam
- 1979 - Oak - Oak